# Односи Србије и Сједињених Америчких Држава
Односи Србије и Сједињених Америчких Држава представљају билатералне односе између Републике Србије и Сједињених Америчких Држава. Године 1882. успостављени су први пут дипломатски односи између Краљевине Србије и Сједињених Америчких Држава. По другим изворима односи су успостављени 14. октобра 1881. године. Од 1918. до 2006, Сједињене Државе су одржавале односе са Краљевином Југославијом, Социјалистичком Федеративном Републиком Југославијом и са Савезном Републиком Југославијом (касније Србијом и Црном Гором) чијом се Србија сматра правном наследницом.
Крајем деветнаестог века, Сједињене Државе су настојале да искористе повлачење Османског царства са Балкана тако што би успоставиле дипломатске односе са новонасталим земљама на том простору, међу којим и са Србијом. Поменуте две земље су биле савезнице током Првог светског рата. Након рата, Србија се ујединила са Црном Гором и са територијама које су претходно биле под аустроугарском влашћу како би створиле јединствену јужнословенску државу која ће касније носити назив Југославија. Држава је имала дипломатске односе са Сједињеним Државама све до почетка Другог светског рата. Током Другог светског рата у Југославији, Сједињене Државе су подржавале српске четничке монархисте у борби против партизанских комуниста. Четници су на крају изгубили од Партизана и Југославија је постала једнопартијска комунистичка држава са партизанским вођом Јосипом Брозом Титом на челу. По самом завршетку рата, Југославија и Сједињене Државе су имале слабо успостављене дипломатске односе. Крај рата је довео до масовне емиграције избеглица из Југославије од којих су многи били Срби који су се преселили у Сједињене Америчке Државе. Ово је помогло стварању прве значајније дијаспоре Срба у Сједињеним Државама. Неки од тих избеглица који су се настанили у Сједињеним Државама након рата били су антикомунистички дисиденти који су покушавали да минирају Тита током Хладног рата користећи Сједињене Државе као место свог деловања ради спровођења антикомунистичких циљева. Током распада Југославије, у којем су играле улоге и имале вишеструки интерес, Сједињене Државе су се ангажовале како у борбеном тако и у економском сукобу, нарочито са Србијом, у то време познатој као Савезна Република Југославија (једна од држава наследница социјалистичке Југославије). Сједињене Државе су наметнуле санкције и иницирале НАТО бомбардовање Југославије 1999. године. Током овог периода, још један талас српске емиграције је проистекао и многе избеглице из Србије су прешле у Сједињене Државе. Током 2000-их година, дипломатски односи између Сједињених Држава и Југославије су обновљени. Након 2006. године и отцепљења Црне Горе, Србија као држава наследница наставља претходне односе које је имала Савезна Република Југославија. Привремене власти у јужној српској покрајини, Косово и Метохија, под именом Косово, једнострано су прогласиле независност од Србије у фебруару 2008. што су Сједињене Државе признале.

## Историја односа

### Први светски рат
Дана 28. јула 1918 на четврту годишњицу објаве рата Аустроугарске Србији, Председник Вудро Вилсон издао је саопштење америчком народу која је прочитана у црквама широм земље и објављено у скоро свим утицајним дневним новинама. Српска застава је подигнута изнад Беле Куће као и свим зградама јавних институција у главном граду САД.

### Односи Југославије и Сједињених Америчких Држава

#### Други светски рат
Краљ Петар II Карађорђевић је посетио САД 1942.

#### После Другог светског рата до пада комунизма
Посета министра иностраних послова САД Џона Форстера Далса Југославији, 6. новембар 1955.
Тито и Ајзенхауер сусрели су се 22. септембра 1960. у њујоршком хотелу Валдорф-Асторија за време 15. заседања Генералне скупштине УН. То је био први сусрет председника две земље.
Тито је примљен у Белој кући од стране америчког председника Џона Кенедија 1963. четири недеље пре него што је Кенеди убијен.
|                                |                                          |                                  |
| Никсон и Тито у Београду 1970. | Тито и Никсон, пријем у Белој кући 1971. | Тито и Картер у Белој кући 1978. |

Први амерички председник који је посетио Југославију био је Ричард Никсон од 30. септембра до 2. октобра 1970.
Петар II Карађорђевић је умро 3. новембра 1970. у Денверу и сахрањен је у Цркви Светог Саве у Либертивилу (Његови посмртни остаци су ексхумирани и пренети у отаџбину 2013).
Тито је посетио САД од 26. октобра до 2. новембра 1971. на позив Никсона.
Југославију је посетио Џералд Форд 3. и 4. августа 1975. у чијој пратњи је био и државни секретар Хенри Кисинџер.
Тито је посетио САД од 6. до 9. марта 1978. на позив Џимија Картера.
Титовој сахрани 1980. је присуствовао потпредседник САД Волтер Мондејл.
Џими Картер је посетио Југославију 1980. неколико месеци после Титове смрти.

#### Разбијање СФРЈ и агресија на СРЈ
САД су била водећа држава заговорник бомбардовања (у Србији - агресије) НАТО пакта 1999. године, за коју није постојала легална основа. Поједини званичници, попут Џоа Бајдена, залагали су се и за копнену инвазију. Бајден је у време изјавио: „Треба да одемо у Београд и да окупирамо ту земљу у јапанско-немачком стилу" те додао „И требало је да имамо јавна суђења да бисмо уклонили ову маску ове српске виктимизације како би људи у Србији знали шта се догађа. То је је једина ствар која ће на крају успети".
Априла 2001. председник СРЈ Војислав Коштуница се састао са америчким председником Џорџом Бушем (млађим), а новембра 2001. амерички председник се састао са председником владе Републике Србије Зораном Ђинђићем.

#### Независна Србија
Амбасада САД у Србији је током 2022. покренула рекламну кампању Ви сте свет у којој представља знамените Србе и њихова достигнућа. Потенцијално субверзивни циљ кампање критиковао је део српске јавности, укључујући председника САНУ др Владимира Костића.
У фебруару 2022. Србија је у Вашингтону постала власник нове зграде амбасаде у центру града. У јануару 2023. Србија је у Њујорку купила вилу која ће служити као седиште сталне мисије Србије при УН.
Амбасадор САД Кристофер Хил известио је руководство Србије да је Стејт департмент одобрио продају Косову ракета Јавелин и опреме за 75 милиона долара, што је председник републике Александар Вучић оценио као „велико разочарење”.

## Билатерални односи
Српски држављани - везиста у српској амбасади у Либији Слађана Станковић и возач Јовица Степић, који су отети крајем 2015. убијени су фебруара 2016. у ваздушним нападима америчких снага против Исламске државе код либијског града Сабрата.

### Посете
- Потпредседник САД Џозеф Бајден посетио је Р. Србију 16. августа 2016.
- Државни секретар Џон Кери предводио је делегацију САД на Министарском састанку ОЕБС у Београду децембра 2015.
- Председник Владе Р. Србије Александар Вучић је током 2015. два пута боравио у посети Вашингтону, у периоду од 2. до 4. јуна и од 15. до 17. септембра.
- Државно-привредна делегација, предвођена премијером Ивицом Дачићем, боравила је у САД у периоду 9-16. маја 2013. када су реализовани сусрети Премијера са потпредседником Џ. Бајденом и замеником државног секретара В. Бернсом.
- Државни секретар САД Хилари Клинтон (Hillary Clinton) је посетила Београд октобра 2010. и октобра 2012.
- Бивши министар спољних послова Р. Србије Вук Јеремић је био у посети САД децембра 2009.
- Потпредседник САД Џозеф Бајден је посетио Р. Србију маја 2009.[1]

### Економски односи
- За 2020. спољно-трговинска размена износила је укупно 811 милиона УСД (извоз 369 милиона, а увоз 442 милиона УСД).
- У 2019. години укупна робна размена износила је 859 милиона УСД (извоз 305 милиона, а  увоз 554 милиона долара).
- За 2018. годину извоз из РС је износио 266 милиона УСД, а увоз 474 милиона УСД.
- У 2012. робна размена је укупно износила 415, 4 УСД (извоз из РС је износио 98,4 милиона УСД, а увоз 317 милиона УСД).
- У 2007. години обим трговинске размене са САД је износио 457 мил. долара (извоз $80 мил. а увоз $377 мил.).[20][21]

САД су међу највећим страним инвеститорима у Р. Србији.

### Међународне организације
Организације у којима су обе државе имају чланство:
- Уједињене нације
- Организација за европску безбедност и сарадњу

### Дипломатски представници

#### У Београду
- Александар Титоло, отправник послова, 2025—
- Кристофер Хил, амбасадор, 2022–2025.[23]
- Ентони Годфри, амбасадор, 2019—2022.[24]
- Кајл Скот, амбасадор, 2016—2019.
- Мајкл Кирби, амбасадор, 2012—2016.
- Мери Ворлик, амбасадор, 2010—2012.
- Камерон Мантер, амбасадор, 2007—2010.
- Мајкл Поулт, амбасадор, 2004—2007.
- Вилијам Монтгомери, отправник послова, 2000—2002. а потом и амбасадор, 2002—2004.
- Ричард М. Мајлис, отправник послова, 1996—1999.
- Лоренс Е. Батлер, отправник послова, 1995—1996.
- Роберт В. Перина, отправник послова, 1993—1995.
- Роберт Ракмалес, отправник послова, 1992—1993.
- Ворен Зимерман, амбасадор, 1989—1992.
- Џон Скенлон, амбасадор, 1985—1989.
- Дејвид Андерсон, амбасадор, 1981—1985.
- Лоренс Иглбергер, амбасадор, 1977—1981.
- Лоренс К. Силберман, амбасадор, 1975—1976.
- Малколм Тун, амбасадор, 1971—1975.
- Вилијам Ленарт, амбасадор, 1969—1971.
- Берк Елбрик, амбасадор, 1964—1969.
- Џорџ Фрост Кенан, амбасадор, 1961—1963.
- Карл Л. Ранкин, амбасадор, 1958—1961.
- Џемс Вилијам Ридлбергер, амбасадор, 1953—1958.
- Џорџ Ален, амбасадор, 1950—1953.

- Кевендиш Кенон, амбасадор, 1947—1949.
- Ричард Патерсон, амбасадор, 1944—1946.
- Lincoln MacVeagh, амбасадор, 1943—1944.
- Ентони Џ. Дрексел Бидл Јуниор, посланик, 1941—1942. а потом амбасадор, 1942—1943.
- Артур Блис Лејн, посланик, 1937—1941.
- Чарлс С. Вилсон, посланик, 1933—1937.
- Џон Дајнили Принс, посланик, 1926—1932.
- Хенри Персивал Доџ, посланик, 1919—1926.

#### У Вашингтону
Амбасада Републике Србије у Вашингтону (С. А. Д.) радно покрива Колумбију, Тринидад и Тобаго, Гвајану, Суринам, Бахаме, Белизе, Барбадос, Свету Луцију, Сент Винсент и Гренадини, Гренаду, Антигву и Барбуду, Доминику и Сент Китс и Невис.
- Драган Шутановац, амбасадор, од 2025.
- Владимир Марић, отправник послова, 2024—2025
- Марко Ђурић, амбасадор, 2021—2024[38]
- Ђерђ Матковић, амбасадор, 2015—2020.
- Владимир Јовичић, отправник послова, 2013—2015.
- Владимир Петровић, амбасадор, 2009—2013.
- /  /   Иван Вујачић, амбасадор 2002—2009.
- Иван Живковић, отправник послова, септембар 2001. - новембар 2002.
- Милан Ст. Протић, амбасадор, фебруар 2001. - август 2001.
- Небојша Вујовић, отправник послова, 1996. - 1999.
- Зоран Поповић, отправник послова, 1994. -
- Душан Пауновић, отправник послова, 1994. -
- Иван Живковић, отправник послова, 1992—1994.
- /  Џевад Мујезиновић, амбасадор, 1989—1992.
- Живорад Ковачевић, амбасадор, 1987—1989.
- Мићо Ракић, амбасадор, 1984. - 1987.
- Будимир Лончар, амбасадор, 1979—1983.
- Димче Беловски, амбасадор, 1975—1979.
- Тома Гранфил, амбасадор, 1971—1975.
- Богдан Црнобрња, амбасадор, 1967—1971.
- Вељко Мићуновић, амбасадор, 1962—1967.
- Марко Никезић, амбасадор, 1958—1962.
- Лео Матес, амбасадор, 1954—1958.
- Владимир Поповић, амбасадор, 1950—1954.
- Сава Косановић, амбасадор, 1946—1950.
- Сергије Макиедо, отправник послова, 1946.
- /  Станоје Симић, амбасадор, 1945—1946.
- Др Иван Франгеш, отправник послова, 1944—1945.
- Константин Фотић, амбасадор Краљевине Југославије, 1942—1944.
- Константин Фотић, посланик, 1935—1942.
- Божидар П. Стојановић, отправник послова, 1934—1935.
- Др Леонид Питамиц, посланик, 1929—1934.
- Др Божидар Пурић, отправник послова, 1928—1929.
- Бранко Г. Аџемовић, отправник послова, 1928.
- Војислав Антонијевић, посланик, 1927—1928.
- Др Анте Пијус Тресић-Павичић, посланик, 1922—1927.
- Др Славко Ј. Грујић, посланик, 1919—1922.
- /  Јеврем Симић, привремени отправник послова, 1918.
- Љубомир М. Михаиловић, Октобра 1916. унапређен је за првог посланика Краљевине Србије у Вашингтону где је јануара 1917. отворио посланство у САД. Поднео је оставку јула 1918.